# James Burton
James Burton (n. el 21 de agosto de 1939, en Minden, Luisiana, Estados Unidos) es un guitarrista estadounidense, pionero en el uso de la guitarra eléctrica en el rock and roll y acompañante de numerosos cantantes y grupos de este género desde 1957, incluyendo a Ricky Nelson, Elvis Presley, Jerry Lee Lewis, The Everly Brothers, The Beach Boys, Sonny and Cher, Gram Parsons, Roy Orbison o Elvis Costello; de cantautores como Joni Mitchell o Emmylou Harris; y de estrellas del country como Johnny Cash, John Denver, Claude King o The 5th Dimension. Su sonido, conseguido generalmente con una Fender Telecaster contribuyó a definir el rock and roll en la década de los 50.
En 2001 se incorporó al Rock and Roll Hall of Fame. En 2003, la revista musical Rolling Stone lo incluyó en su lista de Los 100 guitarristas más grandes de todos los tiempos, en el puesto nº19.

## Estilo
James Burton es un guitarrista autodidacta que toca el instrumento desde su infancia. Su estilo, que se caracteriza por el empleo tanto de la púa como de los dedos, recuerda a la steel guitar propia del country y de la que también es un consumado intérprete, junto con el dobro. Es el inventor del chicken picking, técnica que destaca por sus notas percusivas y tensas a modo de staccato.

## Carrera
Aunque Burton nació en Minden, capital del condado de Webster, su familia se trasladó en 1949 a Shreveport, también en Luisiana. Shreveport era por entonces sede de la emisora KWKH y del Louisiana Hayride, programa con actuaciones en directo que fue el primero en apostar por el rock. En 1953, con sólo 14 años y con su guitarra Fender Telecaster recién adquirida, Burton se convirtió en músico de plantilla del programa, coincidiendo allí con talentos de la guitarra como Muddy Waters y Chet Atkins y el maestro de la steel guitar Sonny Trammell, que contribuyeron a moldear su estilo. En 1957 conoció a Dale Hawkings, que grabó el tema «Suzie-Q», basado en un riff compuesto por Burton y al que Hawkings puso letra. «Suzie-Q» se convirtió de inmediato en un éxito y con el tiempo en un clásico del rock and roll, que sería el primero de una larga serie en la que interviene Burton.
En 1958 fichó como guitarrista de acompañamiento de Ricky Nelson trasladándose a Los Ángeles, donde comenzó una amplísima carrera como músico de sesión, participando en numerosas grabaciones como parte del grupo The Wrecking Crew.